# Cantonul Saint-Étienne-Sud-Ouest-1
Cantonul Saint-Étienne-Sud-Ouest-1 este un canton din arondismentul Saint-Étienne, departamentul Loire, regiunea Rhône-Alpes, Franța.